# 日南市立潟上小学校
日南市立潟上小学校（にちなんしりつ かたがみしょうがっこう）は、宮崎県日南市南郷町脇本にある公立の小学校。

## 概要
歴史
1896年（明治29年）に「南郷尋常小学校潟上分校」として創立。1901年（明治34年）に「潟上尋常小学校」として独立。現校名になったのは2009年（平成21年）。独立した1901年（明治34年）を創立年としており、2021年（令和3年）に創立120周年を迎えた。
校章・校歌
通学区域
「脇本、潟上下、潟上中、潟上上、外浦、贅波、夫婦浦」。中学校区は日南市立南郷中学校。

## 沿革
- 1896年（明治29年）4月6日 - 潟上に「南郷尋常小学校 潟上分教場」が設置される。
- 1901年（明治34年）4月1日 - 「潟上尋常小学校」として独立。
- 1908年（明治41年）
  - 1月 - 大牟礼分校を設置し、3年生までの児童を収容。
  - 4月 - 改正小学校令により、尋常科（義務教育年限）が4年制から6年制に改められる。尋常科5年を新設。
- 1909年（明治42年）4月 - 尋常科6年を新設。
- 1940年（昭和15年）12月1日 - 町制施行により、「南郷町」が発足。
- 1941年（昭和16年）4月1日 - 国民学校令施行により、「南郷町潟上国民学校」に改称。尋常科を初等科に改める。
- 1947年（昭和22年）4月1日 - 学制改革（六・三制の実施）により、新制小学校「南郷町立潟上小学校」に改組・改称。
- 1957年（昭和32年）4月 - 学校給食を開始。
- 1966年（昭和41年）11月 - 体育館およびプールが完成。
- 1972年（昭和47年）3月31日 - 大牟礼分校を廃止。
- 1973年（昭和48年）3月 - 新校舎A棟が完成。
- 1974年（昭和49年）4月 - 新校舎B棟が完成。
- 1978年（昭和53年）12月 - 新体育館が完成。
- 1993年（平成5年）10月 - コンピュータ室を設置。
- 2000年（平成12年）11月12日 - 創立100周年記念式典を挙行。
- 2006年（平成18年）10月 - 潟上小子どもみまもり隊が発足。
- 2009年（平成21年）3月30日 - 日南市との合併により、「日南市立潟上小学校」（現校名）と改称。
- 2010年（平成22年）10月 - 校舎の耐震工事が完了。
- 2014年（平成26年）2月 - 旧プールを解体。

## 交通アクセス
最寄りの鉄道駅
- JR九州日南線「南郷駅」

最寄りのバス停留所
- 日南市コミュニティバス 「小学校前（潟上小）」停留所

最寄りの幹線道路
- 宮崎県道438号北方南郷線

## 周辺
- 脇本集落センター施設
- 日南市消防団潟上分団第3部和田格納庫
- 潟上川